# Diacyclops nearcticus
Diacyclops nearcticus – gatunek widłonoga z rodziny Cyclopidae. Opisał go w 1934 roku niemiecki zoolog Friedrich Kiefer, nadając mu nazwę Cyclops nearcticus.